# Laputa-Nunatakker
Die Laputa-Nunatakker sind ein Gebirge aus zwischen 500 und über 1000 m hohen Nunatakkern und verschneiten Hügeln mit kleinen Felsvorsprüngen im Grahamland auf der Antarktischen Halbinsel. Sie liegen 10 km nordwestlich des Adie Inlet.
Der Falkland Islands Dependencies Survey kartierte sie anhand von Luftaufnahmen der Ronne Antarctic Research Expedition (1947–1948). Das UK Antarctic Place-Names Committee benannte sie 1976 nach der fiktiven Insel Laputa aus dem Roman Gullivers Reisen von Jonathan Swift aus dem Jahr 1726.